# 大壁

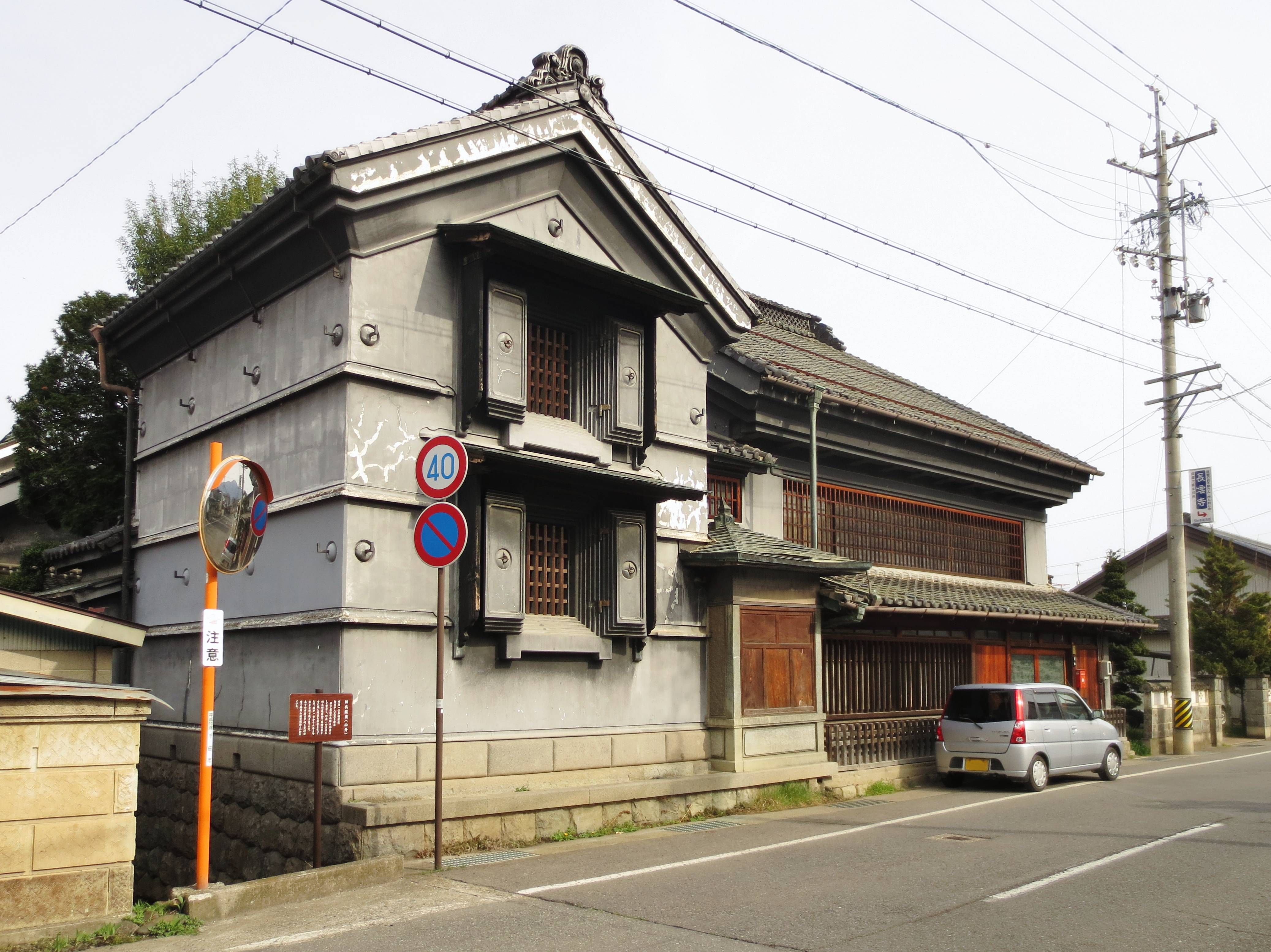
旧呉服商「山丹」の大壁の土蔵造の見世蔵（長野県千曲市稲荷山）。

大壁（おおかべ）とは、壁沿いの柱を土などの仕上げ材で塗り込めるなどして覆い、外側から見えなくした壁、またそのような壁を持つ建物を指す建築用語。「真壁」との対比として用いられる。近年の住宅は、ほとんどがこの工法で造られている。土蔵などもこれに含まれる。パネル構造や軽量鉄骨組構造、2×4工法も大壁構造といわれる。

## 構造
近代の木造建築では、木口の長辺が柱木口の一辺と同じ長さの間柱を、柱に合うように立てて固定し、塗り壁とする場合には、その上に下地となる木ずりという小さな板を等間隔張り、漆喰などを塗り重ねるか、ラスボード（塗壁用の石膏ボード）を間柱に直接張って漆喰などを塗り重ねる。直接、間柱に石膏ボードや下地合板等を張り（張り壁）、壁紙を張れば洋間の仕上げとなる。いずれも、天井との境に天井回り縁（まわりぶち）、床との境に幅木、畳敷きの場合には、畳寄せを付けることが多い。

## 特徴
大壁の利点として、壁厚を大きくとることが可能であり、壁の内部に筋交い、断熱材、補強用金物、配管設備などが挿入しやすい点が挙げられる。しかし、施工時に断熱材などの不均等が発生する場合などがあり、壁の中の結露に注意する必要がある、という欠点も持ち合わせている。